# Lyve from Steel Town
Lyve from Steel Town è un album live del gruppo musicale southern rock statunitense Lynyrd Skynyrd, pubblicato il 2 giugno 1998.
L'album, registrato a Pittsburgh il 15 luglio 1997, si compone di due dischi e le ultime due tracce del secondo disco sono interviste esclusive dei  Lynyrd Skynyrd. Il concerto da cui è stato tratto questo album è stato distribuito anche in VHS e DVD.
Lyve from Steel Town è stato certificato "Disco d’oro" il 26 giugno 2001 dalla RIAA.

## Tracce

### Disco 1
1. "We Ain't Much Different" (Gary Rossington, Johnny Van Zant, Rickey Medlocke, Hughie Thomasson, Mike Estes) - 4:10
2. "Saturday Night Special" (Ed King, Ronnie Van Zant) - 5:45
3. "What's Your Name?" (Gary Rossington, Ronnie Van Zant) - 3:56
4. "On the Hunt" (Allen Collins, Ronnie Van Zant) - 6:17
5. "You Got That Right" (Steve Gaines, Ronnie Van Zant) - 4:47
6. "Voodoo Lake" (Johnny Van Zant, Chris Eddy, Bob Britt) - 5:11
7. "That Smell" (Allen Collins, Ronnie Van Zant) - 6:17
8. "Bring It On" (Gary Rossington, Johnny Van Zant, Rickey Medlocke, Hughie Thomasson) - 6:04
9. "Simple Man" (Gary Rossington, Ronnie Van Zant) - 7:46
10. "I Know a Little" (Steve Gaines) - 4:57
11. "Berneice" (Gary Rossington, Johnny Van Zant, Rickey Medlocke, Hughie Thomasson, Dennis E. Sumner) - 3:58
12. "Gimme Three Steps" (Allen Collins, Ronnie Van Zant) - 5:52

### Disco 2
1. "Sweet Home Alabama" (Ed King, Gary Rossington, Ronnie Van Zant) - 6:42
2. "Travelin' Man" (Leon Wilkeson, Ronnie Van Zant) - 4:19
3. "Free Bird" (Allen Collins, Ronnie Van Zant) - 13:40
4. "Lynyrd Skynyrd Interview #1" - 11:05
5. "Lynyrd Skynyrd Interview #2" - 9:12

## Formazione
- Johnny Van Zant - voce
- Gary Rossington - chitarra
- Leon Wilkeson - basso, voce
- Hughie Thomasson - chitarra, voce
- Rickey Medlocke - chitarra, dobro,  voce
- Billy Powell - pianoforte, organo Hammond B3
- Owen Hale – percussioni e batteria
- Dale Krantz Rossington - cori
- Carol Chase - cori